# Isola di Wake

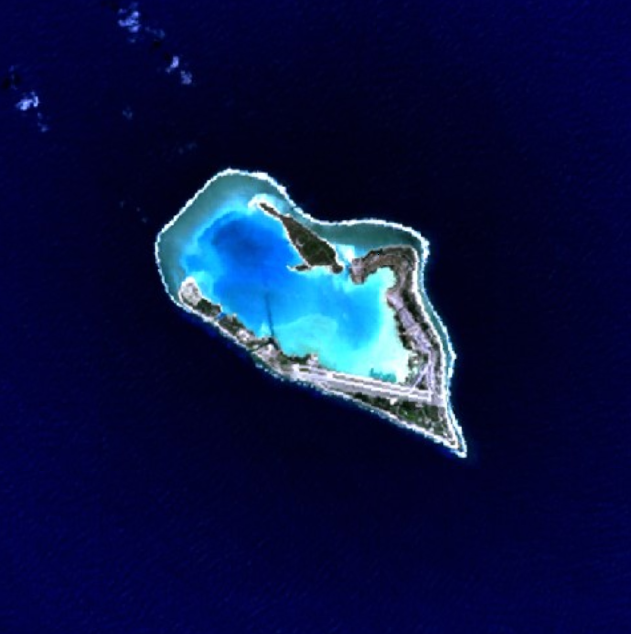
L'Isola di Wake vista dal satellite

L'isola di Wake, anche conosciuta come atollo di Wake, è un atollo corallino situato nell'oceano Pacifico del nord. Fa parte dei territori non incorporati degli Stati Uniti d'America ed è amministrato direttamente dal comando dell'aviazione militare. Da un punto di vista statistico è compresa nelle Isole minori esterne degli Stati Uniti d'America.
L'atollo ha 19 chilometri di costa e si trova a 3700 km da Honolulu e a 2430 km da Guam.
Wake si trova ad ovest della linea del cambiamento di data ed è sempre un giorno avanti rispetto ai 50 stati americani. L'accesso all'isola è proibito e limitato all'esercito e all'aviazione statunitense.
Benché sia chiamata "isola" l'atollo comprende tre isole (Wake, Wilkes e Peale) poste intorno ad una laguna centrale.
Sull'isola principale, quella di Wake, si trova una pista aerea e con l'ultimo aggiornamento del 2009 vi risiedono circa 150 abitanti.

## Geografia

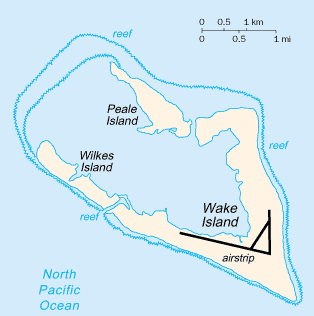
Le tre isole dell'Atollo di Wake.

- Coordinate geografiche: 19°16'40"N 166°39'00"E
- Area (territorio): 6,5 km²
- Perimetro costiero: 12,0 mi (19,3 km)
- Rivendicazioni marittime
- zona esclusiva di commercio: 370,4 km
- acque territoriali: 22,2 km
- Elevazioni:
- punto più basso: Oceano Pacifico, 0 m
- punto più alto: porto, 6 m

## Clima
L'isola di Wake giace nella zona tropicale, ma è soggetta a periodiche tempeste durante l'inverno. La temperatura del mare è alta tutto l'anno e raggiunge più di 25 °C in estate e in autunno. Tifoni visitano occasionalmente l'atollo.

## Storia

### Periodo pre-europeo
Alcune tradizioni orali di origine polinesiana ipotizzano che gli abitanti delle vicine isole Marshall raggiunsero l'isola di Wake e la chiamarono Enen-kio riprendendo il nome di piccoli arbusti fioriti sempreverdi ritrovati sull'isola. Nelle antiche tradizioni di questi indigeni, alcuni tatuaggi dei capitribù erano fatti usando un certo numero di ossa umane fresche, che richiedevano un sacrificio umano. Un uomo poteva salvarsi da questa sorte ottenendo l'osso di un'ala da alcuni grossi uccelli marini che esistevano solo su Enen-kio.
L'isola di Wake è stata sempre terreno di dispute per insediamenti tra gli indigeni della Micronesia. Alcuni abitanti delle isole Marshall rivendicano di essere i discendenti del regno di EnenKio. Le isole Marshall e il governo degli Stati Uniti d'America negano tale rivendicazione. Nessuna prova certa conferma l'esistenza di insediamenti indigeni sull'isola in passato.

### Scoperta ed esplorazione europea
Il 20 ottobre 1568, Álvaro de Mendaña, un esploratore spagnolo, scoprì l'isola e le diede il nome di "San Francisco". L'atollo fu successivamente chiamato con il nome del capitano Samuel Wake che la visitò nel 1796.
Il 20 dicembre 1840, la prima spedizione americana comandata dall'ammiraglio Charles Wilkes toccò l'isola che fu annessa molto dopo, il 17 gennaio 1899 agli Stati Uniti.
La Pan American Airways costruì un piccolo villaggio, soprannominato "PAAville", che doveva servire i voli sulla linea USA-Cina. Questo fu il primo insediamento umano permanente sull'isola e fu rifornito direttamente dall'America per cibo e razioni d'acqua.

### Costruzioni militari
Nel gennaio 1941, la marina americana costruì una base militare sull'atollo. Era la prima costruzione militare permanente. Questa comprendeva elementi del primo battaglione difensivo; 449 tra ufficiali e soldati stazionavano sull'isola sotto il comando di Winfield Scott Cunningham con un migliaio di lavoratori civili.

### La battaglia dell'isola di Wake
L'8 dicembre 1941, sedici bombardieri giapponesi provenienti da basi sulle isole Marshall attaccarono Wake distruggendo otto dei dodici aerei Grumman F4F Wildcat che appartenevano alla marina americana. Il personale della base americana, composto in gran parte da marines agli ordini del maggiore James Devereux, respinse alcuni tentativi nemici di sbarco meno consistenti con l'aiuto di alcuni volontari civili. Successivamente la superiorità numerica di circa duemila giapponesi si fece sentire. I seicento americani, al comando del capitano di fregata Winfield Cunningham, furono sbaragliati e si arresero al comandante giapponese Shigeyoshi Inoue. I giapponesi persero, nel primo tentativo di sbarco, un cacciatorpediniere ed ebbero danneggiati due incrociatori leggeri ed una nave da trasporto. Complessivamente le perdite in vite umane da parte dei giapponesi per occupare l'isola ammontarono ad 820 unità più 300 feriti. Tra i difensori americani vi furono 120 morti e 50 feriti.

### Occupazione giapponese e resa

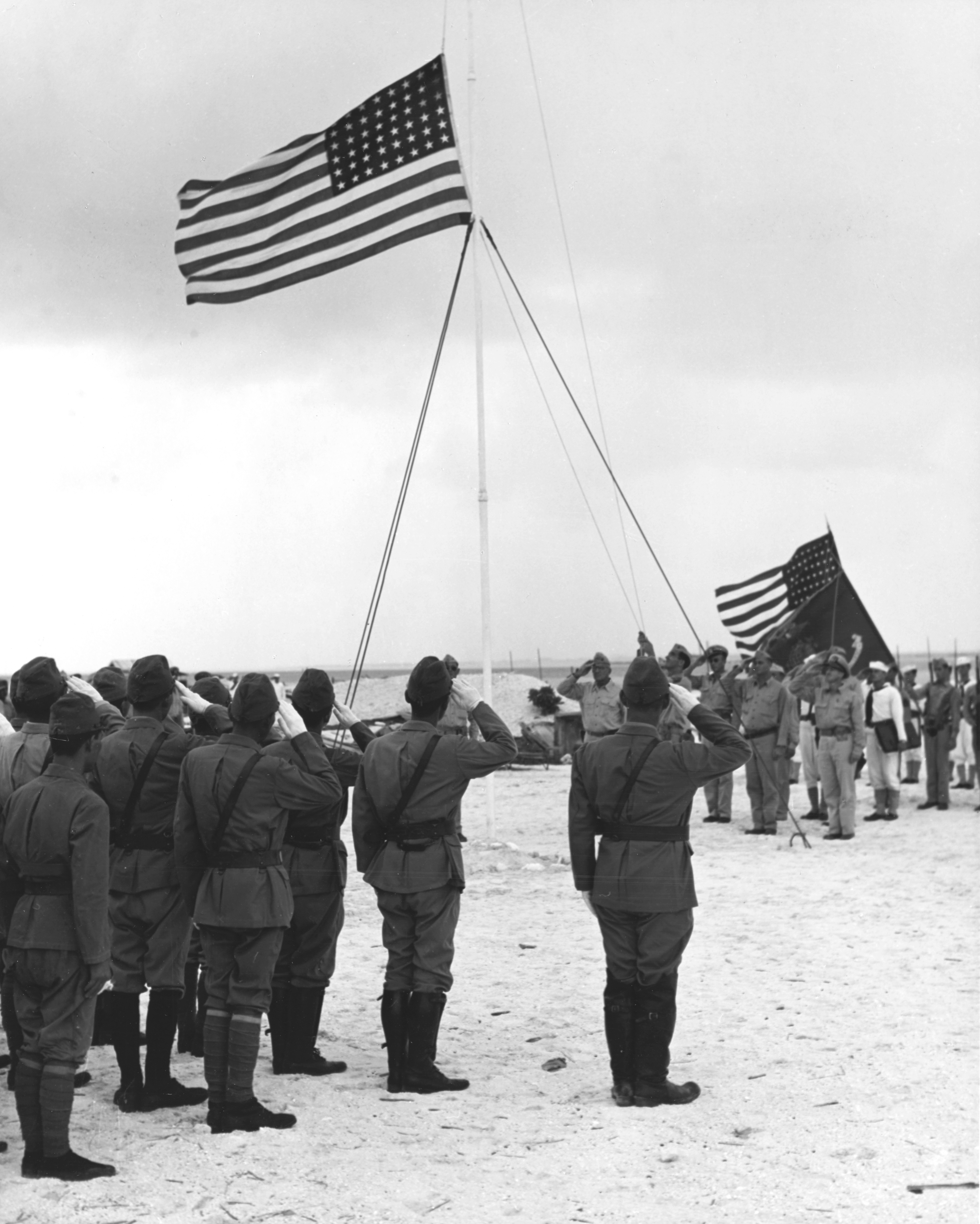
Resa del contingente giapponese a Wake - 4 settembre 1945

L'isola venne incorporata, con il nome di Ōtorishima (ja.: 大鳥島) -cioè Isola [a forma di] Grande Uccello per la sua foggia particolare che evocava un volatile ad ali spiegate- nel Mandato del Pacifico meridionale. Gli occupanti giapponesi furono bombardati molte volte dalle forze aeree americane. Uno di questi raid fu la prima missione del futuro presidente George H. W. Bush.
Il 4 settembre 1945, il contingente giapponese sull'isola si arrese ai Marines statunitensi. In una breve cerimonia, fu nuovamente issata la bandiera statunitense.

### Il dopoguerra
Il 15 ottobre 1950, l'isola ospitò un meeting tra il generale Douglas MacArthur e il presidente Harry Truman per discutere sulla guerra di Corea.
Dal 1974, la pista è usata dall'esercito e da alcuni aerei da carico per atterraggi di emergenza. Ci sono anche due attracchi per navi. Il 16 settembre 1985, l'atollo Wake è stato designato come Territorio Storico Nazionale negli USA per le vicende della seconda guerra mondiale. L'isola rimane tuttora un luogo strategico nell'Oceano Pacifico del nord. Nel tardo agosto 2006, i militari hanno evacuato l'isola per il previsto passaggio dell'uragano Ioke.

## Riferimenti nella cultura
L'isola di Wake è stata riprodotta nella serie videoludica FPS della EA di Battlefield in particolare in Battlefield 1942, Battlefield 1943, Battlefield 2, Battlefield Heroes con il nome di "Terribile veglia funebre" e in Battlefield 3, disponibile come contenuto scaricabile DLC. Inoltre è stata aggiunta all'interno del capitolo 5 "Guerra del Pacifico" di Battlefield V.